# Rusica pregnala babici Mujo Karotovo
Rusica pregnala babici Mujo Karotovo je rezijanska ljudska pravljica, ki jo je zapisal Milko Matičetov, povedala pa jo je Tina Vajtova. Prav tako pa jo je priredila Anja Štefan, ilustriral pa jo je Zvonko Čoh.
Izdaja:
Izdana je bila v Cicidoju in sicer v novembrski številki letnika 2005/2006.
O Reziji:
Rezija je gorska dolina, ki se nahaja v zahodnih Julijskih Alpah na italijanski strani le teh. Zaradi težko dostopne zemljepisne lege, ki otežuje stike s preostalim svetom, so Rezijani skozi stoletja ohranili svoje kulturne značilnosti tako v narečju, glasbi in plesu. Rezijani so tako razvili tako imenovano značilno rezijansko narečje in kulturo.
O vsebini:
Babica je šla po vodo in pri tem pustila odprto hišo. Ob prihodu domov je ni mogla več odpreti in je zato planila v jok in odšla od doma. Na poti je srečala volka in mu potožila o nastali situaciji, nakar se je volk ponudil, da ji bo on pomagal odpreti hišo. Ko pa je volk začel pritiskati na vrata jih ni mogel odpreti in je zato odšel. Babica pa je spet začela jokati, odšla od hiše in srečala lisico. Tudi lisica je povprašala babico zakaj joče in ta ji je povedala o njeni hiši kateri vrata se ne odpro. Lisica ji je ponudila pomoč in tako sta odšli k babičini hiši, kjer je tudi lisica poskusila srečo, a tudi tokrat neuspešno, in nato odšla. Nato je babica spet začela jokati, odšla  od doma in srečala zajca. Seveda je tudi zajca zanimalo zakaj babica joče in le ta mu vse obrazloži. Zajec nemudoma ponudi svojo pomoč, a babica podvomi v to, da bi mu res uspelo odpreti vrata in mu tudi pove da so pred njim poskušali odpreti vrata že večji od njega a jim to ni uspelo. Toda zajec vseeno poskusi odpreti vrata a tudi tokrat sreča ni na njuni strani in zajec kmalu odide. Babica pa začne zopet jokati in nato sreča rusico, ki babico ogovori in vpraša zakaj joče. Babica rusice sprva sploh ni videla, saj je bila le ta zelo majhna. Videla jo je šele, ko je rusica stopila na kamen. Tudi rusica je povprašala zakaj joče in ta ji je povedala, da se vrata njene hiše ne da odpreti in tudi rusica se je odločila da ji bo skušala pomagati. Babica se je znova začudila, le kako ji bo lahko rusica pomagala, ker je tako majhna. Ko sta babica in rusica prispeli do hišice si je rusica ogledovala vrata dokler ni našla luknjice in tako uspešno prišla noter. Nato je pičila Mujo Karotovo v stegno in ta je brž spustila vrata. Muja Karotova je skočila ven iz hišice in rusica je padla na tla. In tako je rusica odprla vrata hišice in poučila babico naj ne pušča več ključa v ključavnici, da ne bo spet kaj narobe, pa da jo drugič lahko ne najde več, saj je tako majhna. Nato je babica dala rusico na iver, skuhala močnik in dala rusici jesti. Ko sta pojedli, je rusica odšla in babica je imela odprto hišo.
Izrazi rezijanščine:
Rusica: mravlja - verjetno rdečka (iz rusa = rdeča po italijansko) , 
Muja Karotova: nekakšna divja koza
Sporočilo pravljice:
Velikost ni pomembna. Če je nekdo manjši od drugih še ne pomeni da ne zmore toliko kot večji od njega, nasprotno, zmore lahko celo več kakor oni.
Podobnosti z drugimi pravljicami:
O rusici, ki je pregnala grdinico iz lisičje hiše
Interpretacija:
Osebe, ki nastopajo so babica, rusica, Muja Karotova, volk, lisica in zajec. Kraj in čas dogajanja niso znani, prav tako pa ni poznan avtor dela, iz česar lahko sklepamo da gre za ljudsko slovstvo. Pravljica se je ohranjala iz roda v rod, iz kraja v kraj.
Milko Matičetov:
Milko Matičetov se je rodil 10.septembra 1919 v Koprivi na Krasu. Z zbiranjem ljudskega slovstva je začel že v gimnazijskih letih in ga na to z leti le še poglabljal. Spomladi leta 1952 je bil povabljen v novi Inštitut za slovensko narodopisje (ISN) pri ZRC SAZU kot prva strokovna pomoč ustanovitelju akademiku I. Grafenauerju. Pri ISN je zasnoval Arhiv slovenskih ljudskih pripovedi in ga stalno bogatil z evidenco in prepisi objav, z novimi zapisi in zvočnimi posnetki z raznih koncev Slovenije, še posebej z obrobja in iz zamejstva. V Reziji je tako nabral več kot tri tisoč rezijanskih pesmi in ovrgel Baudouinovo sodbo,češ : »Pesmi Rezijanov so večinoma brez vsebine in-prav tako kot njih pravljice- ne pomenijo nič posebnega« (1876, Slavj.sbornik 3). Po številčnosti in živahnosti rezijansko prozno izročilo na Slovenskem nima primere, vsebinsko in kakovostno pa je prenekatera rezijanska pravljica, pripovedka in legenda enkratni vložek v evropsko in svetovno pripovedno zakladnico.